# Classe Colossus (portaerei)
La classe Colossus fu una classe di portaerei della Royal Navy costruita durante il secondo conflitto mondiale. La classe avrebbe dovuto essere costituita da sedici unità classificate come portaerei leggere, ma soltanto dieci vennero completate, mentre le ultime sei vennero allestite con delle modifiche progettuali, costituendo la classe Majestic; di queste, cinque vennero completate e vendute a nazioni del Commonwealth, mentre l'ultima, il cui allestimento venne sospeso, venne successivamente utilizzata per fornire le caldaie ad una nave della classe Colossus che aveva avuto un incendio ad una delle caldaie.
Delle dieci unità completate due portaerei, la HMS Pioneer (R76) e la HMS Perseus (R51), vennero utilizzate per la manutenzione degli aeromobili, con la HMS Perseus (R51) che in particolare venne usata per le prime prove della catapulta a vapore.

## Progetto
Dopo l'affondamento delle corazzate Prince of Wales e Repulse avvenuto nel dicembre 1941 da parte di aerei giapponesi decollati da basi terrestri, divenne chiara la vulnerabilità delle navi prive di supporto di fronte ad un attacco aereo e la necessità di disporre di una componente aeronavale più grande.
All'inizio della seconda guerra mondiale gli inglesi operarono con portaerei scorta e d'attacco, ma le portaerei di scorta operavano solamente in difesa di convogli e non potevano svolgere un ruolo offensivo, date le loro ridotte dimensioni e la loro bassa velocità e dovevano essere rimpiazzate da portaerei più grandi che però necessitavano di tempi di costruzione più lunghi. Per rispondere a queste necessità venne presa in considerazione anche la conversione di navi mercantili che venne poi scartata a causa della necessità di trasporto combustibile.
La classe Colossus nacque come soluzione rapida alla carenza di portaerei d'attacco. Il loro progetto era basato sulla Classe Illustrious, ma di minori dimensioni, data la necessità che le unità fossero disponibili entro due anni e la costruzione venne sviluppata più simile ad una nave commerciale che ad una nave militare.

## Servizio
Le quattro unità allestite prima della fine del conflitto, vennero consegnate alla fine del 1944 e immediatamente dislocate in Estremo Oriente. Le unità della classe Colossus non avevano il ponte di volo corazzato come le Illustrious e durante l'Operazione Iceberg non erano protette contro gli attacchi dei kamikaze.
Dopo il secondo conflitto mondiale alcune unità prestarono servizio nella guerra di Corea, trasportando una gran quantità di velivoli con un ridotto costo operativo. La portaerei HMS Triumph che ebbe la vita operativa più lunga, venne anche utilizzata come nave scuola per i cadetti e, nel 1952, per le prime prove del ponte angolato.
Diverse unità della classe furono vendute all'estero e, a dimostrazione della bontà del progetto, prestarono a lungo servizio con un costo operativo ralativamente, limitato con l'ultima unità della classe che venne ritirata dal servizio solamente all'inizio del nuovo secolo.

## Unità
- Colossus - Unità capoclasse ceduta prima in prestito e poi venduta alla Francia, ribattezzata Arromanches e demolita nel 1978.
- Triumph - Trasformata prima in nave scuola, poi in nave officina per aerei e trasporto truppe, nel 1965 ebbe il distintivo ottico A-108; ritirata dal servizio nel 1975 venne demolita nel 1981.
- Warrior - Ceduta in prestito alla Marina del Canada nel 1946, subito dopo aver completato la costruzione, venne restituita al Regno Unito nel 1948, per essere poi venduta nel 1958 all'Argentina dove, ribattezzata Independencia, dopo prestò servizio per oltre un decennio per essere poi demolita nel 1971.
- Perseus - Inizialmente battezzata Edgar, venne rinominata Perseus alla consegna avvenuta nel 1945 e demolita nel 1958.
- Glory - Demolita nel 1961.
- Venerable - Venduta ai Paesi Bassi nel 1948 e ribattezzata Karel Doorman. Venne rivenduta all'Argentina nel 1968 e ribattezzata ARA Veinticinco de Mayo. Già in precario stato e con le catapulte a vapore parzialmente inefficienti durante la guerra delle Falkland venne ritirata dal servizio attivo nel 1990, radiata nel 1997 e demolita nel 1999 ad Alang in India.
- Theseus - Demolita nel 1962.
- Ocean - Demolita nel 1962.
- Vengeance - Servì con l'Australia dal 1953 al 1955. Venduta al Brasile nel 1956 e ribattezzata Minas Gerais, venne ritirata dal servizio nel 2001 e demolita nel 2004.
- Pioneer - originalmente denominata Ethalion e poi Mars, venne successivamente ribattezzata Pioneer e completata come portaerei riparazioni. Demolita nel 1954.

| La portaerei HMS Glory nel 1951 | La portaerei brasiliana Minas Gerais nel 1984 |